# He Touches Me
He Touches Me è un singolo della cantautrice britannica Lisa Stansfield estratto nel 2005 dall'album in studio The Moment.

## Tracce
- CD Singolo (Germania)

1. He Touches Me (Radio Edit) – 4:27
2. He Touches Me (Album Version) – 4:36
3. The Moment (Radio Edit) – 4:50
4. Takes a Woman to Know – 3:39